# Elderton
Elderton és una població dels Estats Units a l'estat de Pennsilvània. Segons el cens del 2000 tenia 358 habitants.

## Demografia
Segons el cens del 2000, Elderton tenia 358 habitants, 145 habitatges, i 107 famílies. La densitat de població era de 493,7 habitants per quilòmetre quadrat.
Dels 145 habitatges en un 30,3% hi vivien nens de menys de 18 anys, en un 59,3% hi vivien parelles casades, en un 6,9% dones solteres, i en un 26,2% no eren unitats familiars. En el 24,8% dels habitatges hi vivien persones soles el 10,3% de les quals corresponia a persones de 65 anys o més que vivien soles. El nombre mitjà de persones vivint en cada habitatge era de 2,42 i el nombre mitjà de persones que vivien en cada família era de 2,82.
Per edats la població es repartia de la següent manera: un 22,3% tenia menys de 18 anys, un 11,2% entre 18 i 24, un 26% entre 25 i 44, un 19,8% de 45 a 60 i un 20,7% 65 anys o més.
L'edat mediana era de 40 anys. Per cada 100 dones de 18 o més anys hi havia 86,6 homes.
La renda mediana per habitatge era de 36.000 $ i la renda mediana per família de 43.750 $. Els homes tenien una renda mediana de 37.917 $ mentre que les dones 23.021 $. La renda per capita de la població era de 18.805 $. Entorn del 3,6% de les famílies i el 5% de la població estaven per davall del llindar de pobresa.

## Poblacions més properes
El següent diagrama mostra les poblacions més properes.